# Теа Андријић
Теа Андријић (Београд, 1987), је српска пијанисткиња млађе генерације која је на музичку сцену Србије ступила првих година 21. века. Дипломирала је на Одсеку за клавир, Факултета музичке уметности у Београду 2009. године, у класи проф. Нинослава Живковића. Од тада непрекидно наступа самостално, као пратња или са камерним саставима на концертима широм Србије и у суседним земљама. Добитница је већег броја признања, награда и стипендија.

## Живот и каријера
Рођена је у Београду 1987.године, у коме је завршила Основну и Средњу музичку школу „Мокрањац” у класама проф. Тијане Димитријевић и проф. Есме Мусић. Дипломирала је на Факултету музичке уметности у Београду 2009. године у класи проф. Нинослава Живковића на Одсеку за клавир.
Похађала је мајсторске курсеве реномираних професора и пијаниста, као што су Јено Јанда, Влад Станцулеса, Јеан Францоис Антониоли, Александар Маџар, Александар Сердар и Борис Краљевић.
У Школи за музичке таленте у Ћуприји као корепетитор радила је седам година. Од  2017. године запослена је као стручни сарадник и клавирски корепетитор на Музичкој академији у Љубљани.
Тренутно ради и као уметнички сарадник на Катедри за гудачке инструменте Факултета музичке уметности (ФМУ) у Београду централне, државне музичке високошколске институција у Србији.

## Музички опус
Наступала је као камерни и соло музичар широм Србије, и у Македонији, Словенији, Босни и Херцеговини, Немачкој, Аустрији, Чешкој и Италији.
За свој музички опус током школовања на  Факултету музичке уметности у Београду, проглашена је најперспективнијим студентом (2006) и најбољим студентом клавирског одсека (2008).

## Награде и признања
Теа Андријић добитница је бројних награда и признања међу којима су значајније:
- 2001. — Прва награда на Републичком такмичењу ученика музичких и балетских школа Србије у Београду.
- 2005. — Прва награда на Интернационалном бијеналу у Крагујевцу.
- 2006. — Прва награда са звањем лауреат на Међународном такмичењу „Петар Коњовић” у Београду.
- 2007. — Прва награда на Међународном такмичењу „Др Војислав Вучковић” у Београду.
- 2007. — Прве награде и стипендије на такмичењу полазника летњег курса (Рајхнау, Аустрија).
- 2013. — Признање за најбољу клавирску пратњу такмичара на виолинистичком такмичењу Јарослав Коциан у Чешкој
- 2013. — Признање за најбољу клавирску пратњу такмичара на такмичењу Браво у Белгији (2013).